# IISHF Junioren-Inline-Skaterhockey-Europapokal 2014
Der 13. IISHF Inline-Skaterhockey-Europapokal der Junioren findet vom 14. bis 15. Juli 2014 in Givisiez, Schweiz statt.

## Teilnehmer
| Copenhagen Capitals | Bergedorf Lizards | Crash Eagles Kaarst | Duisburg Ducks    | Zoran Falcons         |  |
| Bienne Seelanders   | SHC Buix          | SHC Givisiez        | Rolling Aventicum | Roadrunners Culemborg |  |